# Mykoła Winhranowski
Mykoła Stepanowycz Winhranowski (ukr. Мико́ла Степа́нович Вінграно́вський; ur. 7 listopada 1936 w Perwomajsku, zm. 27 maja 2004) – pisarz ukraiński.
Autor wierszy patriotycznych, osobistych, refleksyjnych (Atomni preludy 1962, Na sribrnim berezi 1978, Hubami tepłymy i okom zołotym 1984). Styl, który definiuje Winhranowskiego to proza liryczna przeniknięta refleksją nad związkami człowieka z przyrodą i historią (powieści Perwinka 1977, Siromaneć 1977, opowiadania zebrane w tomie U hłybyni doszcziw 1985).
Polskie przekłady wierszy Winhranowskiego znajdują się w Antologii poezji ukraińskiej (1977).